# BB&T Atlanta Open 2018 - Qualificazioni singolare
Le qualificazioni del singolare del BB&T Atlanta Open 2018 sono state un torneo di tennis preliminare per accedere alla fase finale della manifestazione. I vincitori dell'ultimo turno sono entrati di diritto nel tabellone principale. In caso di ritiro di uno o più giocatori aventi diritto a questi sono subentrati i lucky loser, ossia i giocatori che hanno perso nell'ultimo turno ma che avevano una classifica più alta rispetto agli altri partecipanti che avevano comunque perso nel turno finale.

## Teste di serie
1. Denis Kudla (ultimo turno)
2. Hubert Hurkacz (ultimo turno, lucky loser)
3. Jason Jung (ultimo turno)
4. Bernard Tomić (primo turno)

1. Noah Rubin (qualificato)
2. Mohamed Safwat (primo turno)
3. Thanasi Kokkinakis (qualificato)
4. Alex Bolt (qualificato)

## Qualificati
1. Alex Bolt
2. Thanasi Kokkinakis

1. Noah Rubin
2. Prajnesh Gunneswaran

### Lucky loser
1. Hubert Hurkacz

## Tabellone

### Legenda
| - Q = Qualificato - WC = Wild card - LL = Lucky loser | - ALT = Alternate - SE = Special Exempt - PR = Protected Ranking | - w/o = Walkover - r = Ritirato - d = Squalificato |

### Sezione 1
|  | Primo turno | Primo turno        | Primo turno   | Primo turno | Primo turno |  |  | Ultimo turno | Ultimo turno | Ultimo turno | Ultimo turno | Ultimo turno |  |
|  |             |                    |               |             |             |  |  |              |              |              |              |              |  |
|  | 1           | Denis Kudla        | 3             | 7           | 6           |  |  |              |              |              |              |              |  |
|  | Alt         | John-Patrick Smith | 6             | 64          | 3           |  |  | 1            | Denis Kudla  | 7            | 3            | 3            |  |
|  | WC          | Garrett Johns      | Garrett Johns | 1           | 4           |  |  | 8            | Alex Bolt    | 64           | 6            | 6            |  |
|  | 8           | Alex Bolt          | Alex Bolt     | 6           | 6           |  |  |              |              |              |              |              |  |

### Sezione 2
|  | Primo turno | Primo turno        | Primo turno        | Primo turno | Primo turno |  |  | Ultimo turno | Ultimo turno       | Ultimo turno       | Ultimo turno | Ultimo turno |  |
|  |             |                    |                    |             |             |  |  |              |                    |                    |              |              |  |
|  | 2           | Hubert Hurkacz     | Hubert Hurkacz     | 6           | 6           |  |  |              |                    |                    |              |              |  |
|  | PR          | Illja Marčenko     | Illja Marčenko     | 1           | 1           |  |  | 2            | Hubert Hurkacz     | Hubert Hurkacz     | 2            | 6            |  |
|  | WC          | Kiranpal Pannu     | Kiranpal Pannu     | 3           | 4           |  |  | 7            | Thanasi Kokkinakis | Thanasi Kokkinakis | 6            | 7            |  |
|  | 7           | Thanasi Kokkinakis | Thanasi Kokkinakis | 6           | 6           |  |  |              |                    |                    |              |              |  |

### Sezione 3
|  | Primo turno | Primo turno         | Primo turno         | Primo turno | Primo turno |  |  | Ultimo turno | Ultimo turno | Ultimo turno | Ultimo turno | Ultimo turno |  |
|  |             |                     |                     |             |             |  |  |              |              |              |              |              |  |
|  | 3           | Jason Jung          | Jason Jung          | 6           | 6           |  |  |              |              |              |              |              |  |
|  | Alt         | Christopher Eubanks | Christopher Eubanks | 4           | 3           |  |  | 3            | Jason Jung   | Jason Jung   | 4            | 2            |  |
|  |             | Evan King           | Evan King           | 4           | 4           |  |  | 5            | Noah Rubin   | Noah Rubin   | 6            | 6            |  |
|  | 5           | Noah Rubin          | Noah Rubin          | 6           | 6           |  |  |              |              |              |              |              |  |

### Sezione 4
|  | Primo turno | Primo turno          | Primo turno | Primo turno | Primo turno |  |  | Ultimo turno | Ultimo turno         | Ultimo turno         | Ultimo turno | Ultimo turno |  |
|  |             |                      |             |             |             |  |  |              |                      |                      |              |              |  |
|  | 4           | Bernard Tomić        | 3           | 6           | 3           |  |  |              |                      |                      |              |              |  |
|  |             | Tommy Paul           | 6           | 4           | 6           |  |  |              | Tommy Paul           | Tommy Paul           | 3            | 3            |  |
|  |             | Prajnesh Gunneswaran | 0           | 6           | 6           |  |  |              | Prajnesh Gunneswaran | Prajnesh Gunneswaran | 6            | 6            |  |
|  | 6           | Mohamed Safwat       | 6           | 3           | 1           |  |  |              |                      |                      |              |              |  |